# Lago del Barbellino Naturale
Il lago del Barbellino Naturale (da non confondersi con il vicino bacino artificiale del Barbellino) si trova in alta valle Seriana (provincia di Bergamo), nella conca delimitata dalle cime di Caronella (2.871 m), passo di Caronella (2.612 m), monte Torena (2.911 m), passo Pila (2.513 m), pizzo Strinato (2.836 m) e monte Costone (2.836 m).
Il lago si adagia in una conca naturale dove confluiscono le acque provenienti dallo scioglimento delle nevi, dalle frequenti precipitazioni e da laghetti minori situati lungo gli avvallamenti in direzione passo di Pila e passo di Caronella.
Per raggiungerlo si parte da Valbondione, si prende per il rifugio Curò e si costeggia il lago del Barbellino in direzione del lago del Barbellino Naturale. Il sentiero, ben segnalato, si percorre in circa 3,30 ore e non presenta particolari difficoltà. Il rifugio Barbellino sorge sulle rive del lago e serve gli escursionisti in visita.
Tutte le cime attorno al lago sono raggiungibili percorrendo sentieri segnalati.

## Galleria d'immagini

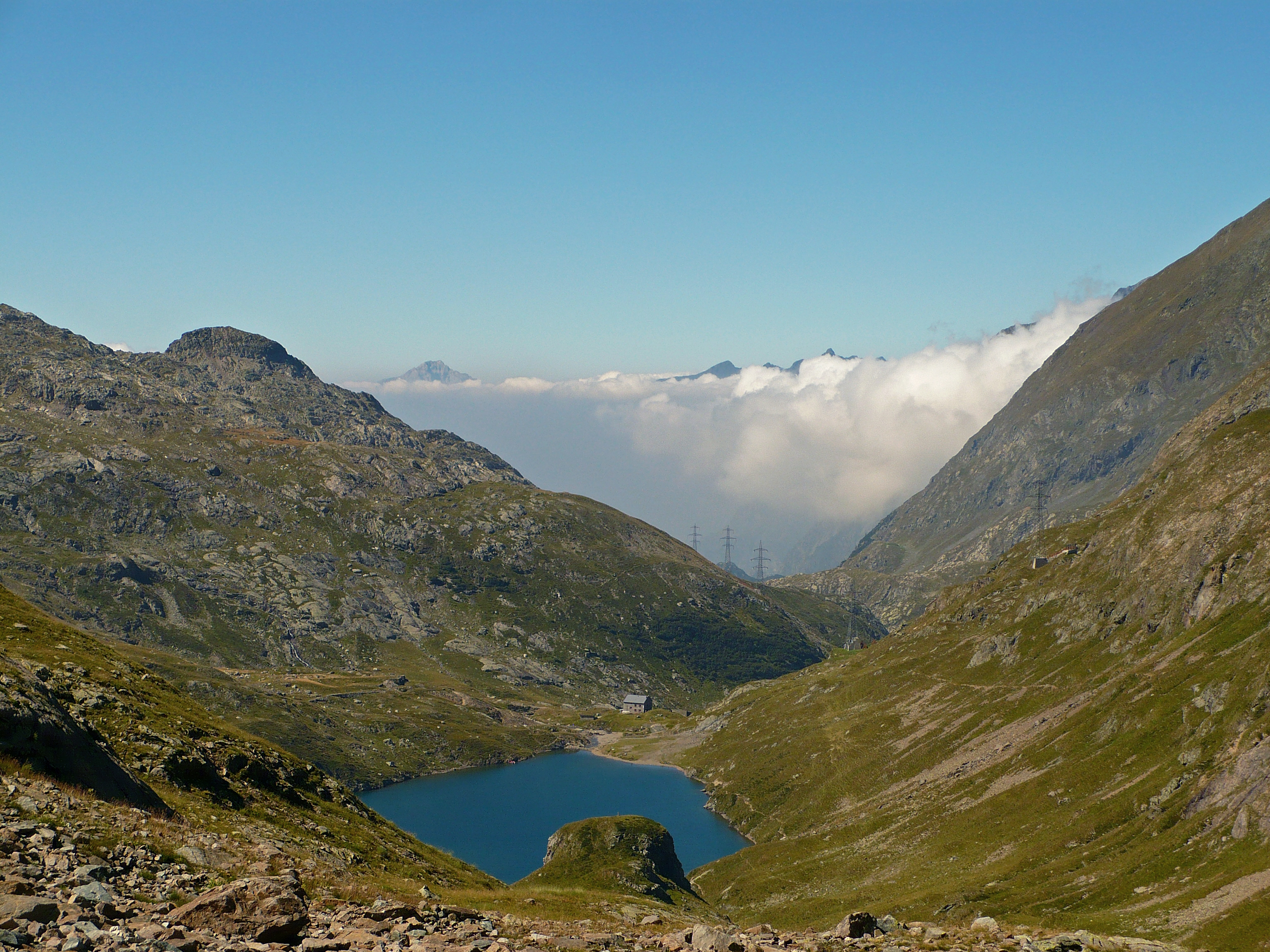
Il lago e il Rifugio Barbellino dal sentiero per il Passo Pila
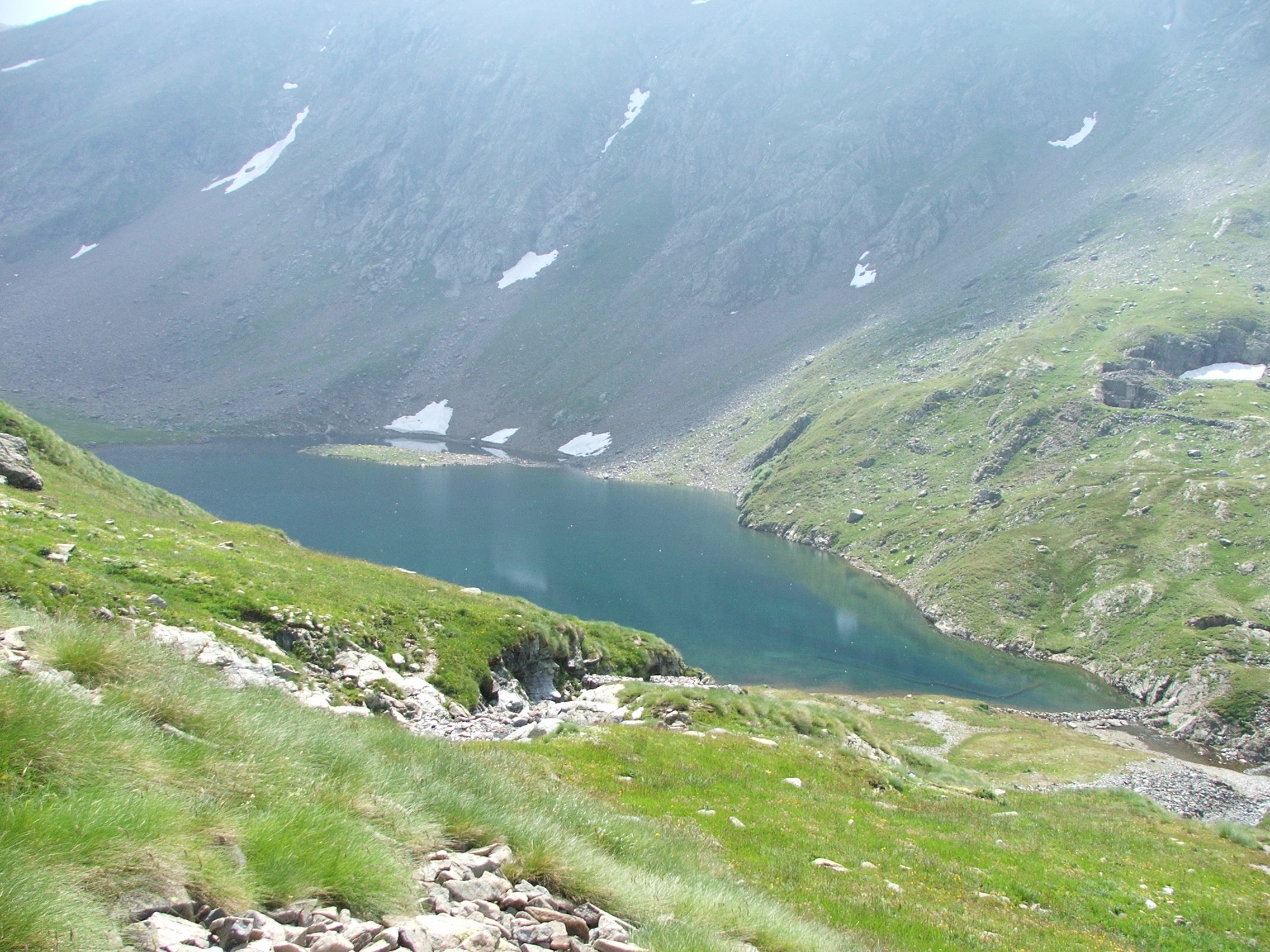
Lo specchio d'acqua
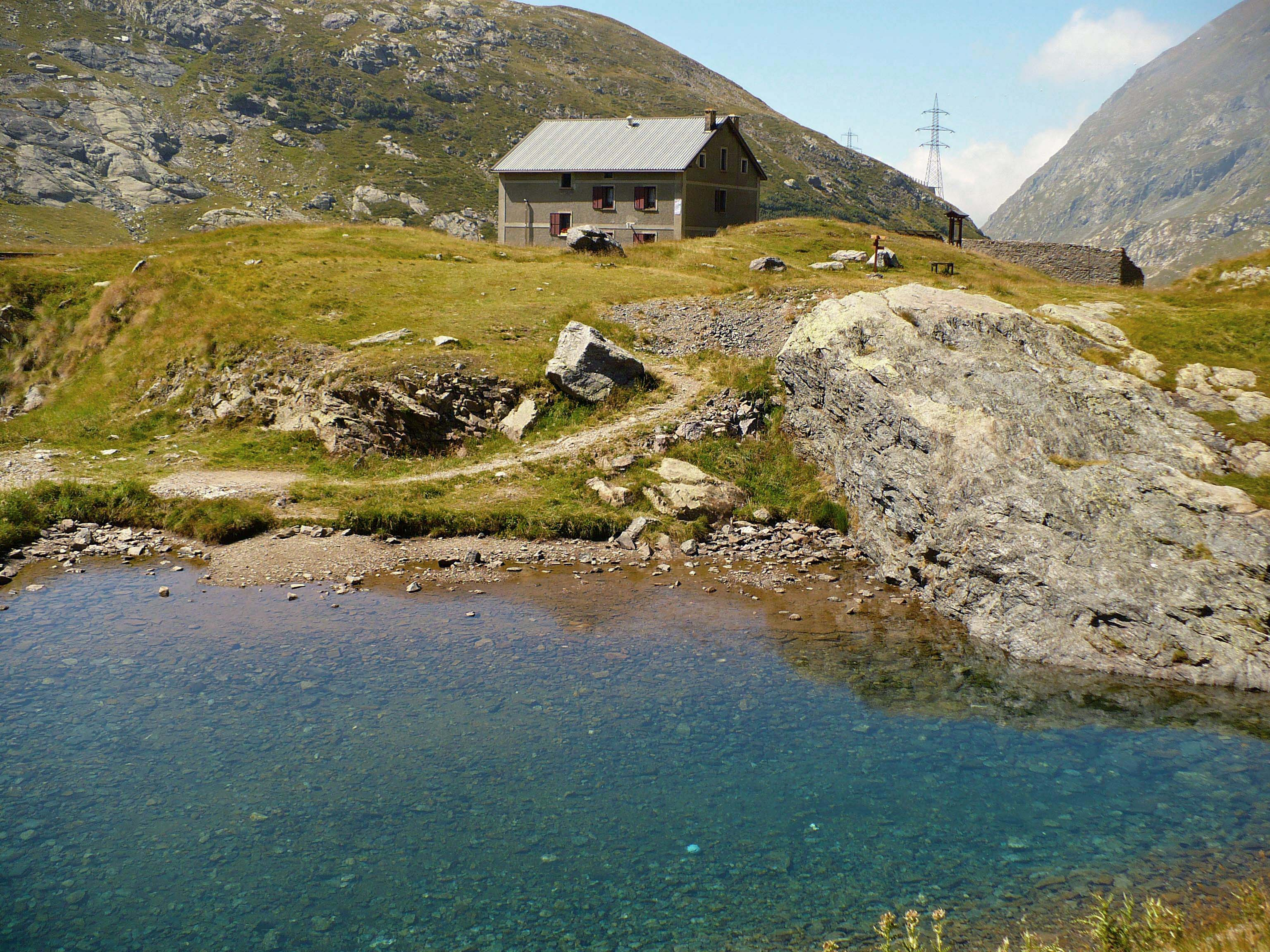
Il Rifugio Barbellino posto accanto al lago
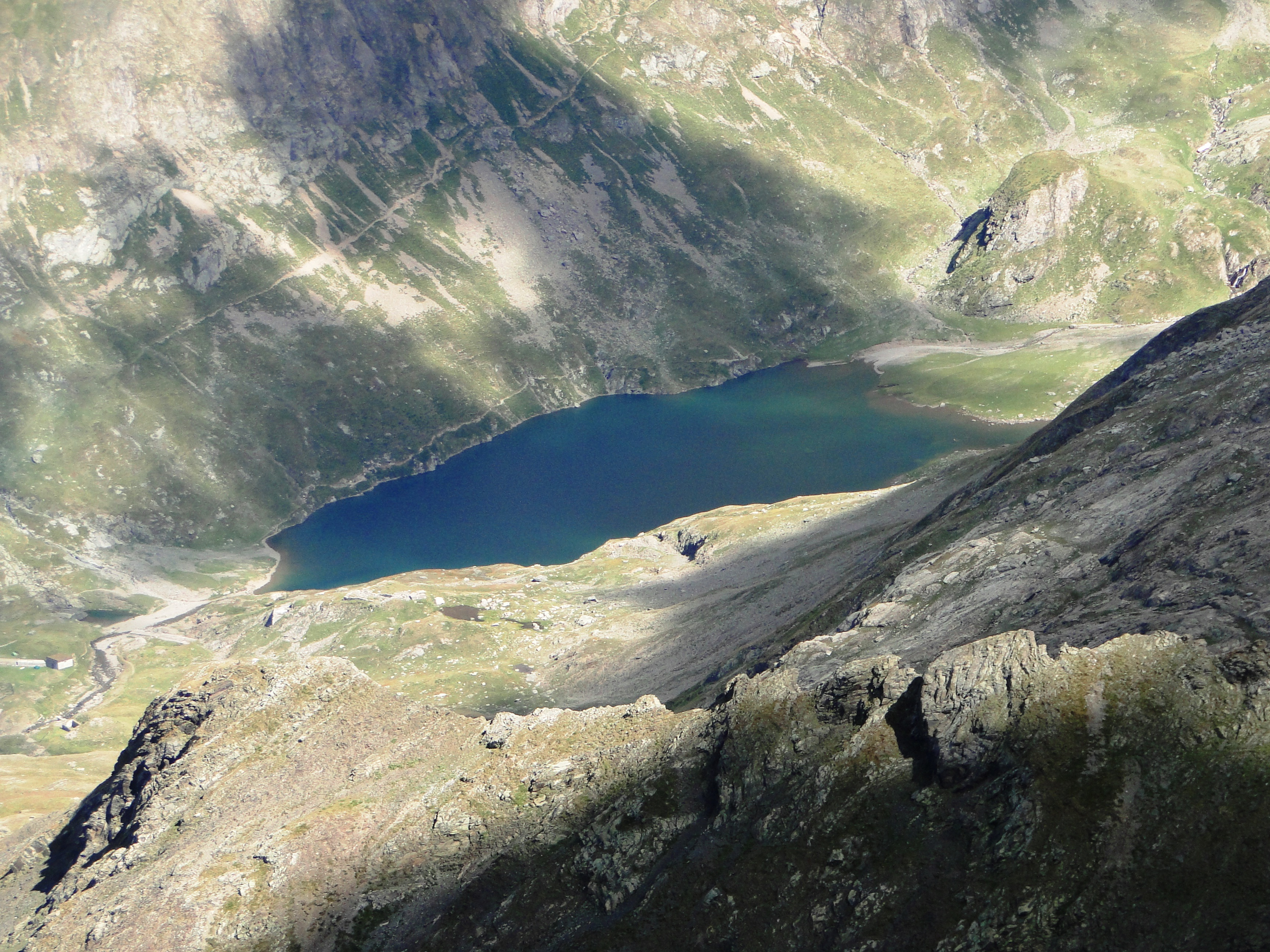
Il lago visto dal Pizzo Recastello
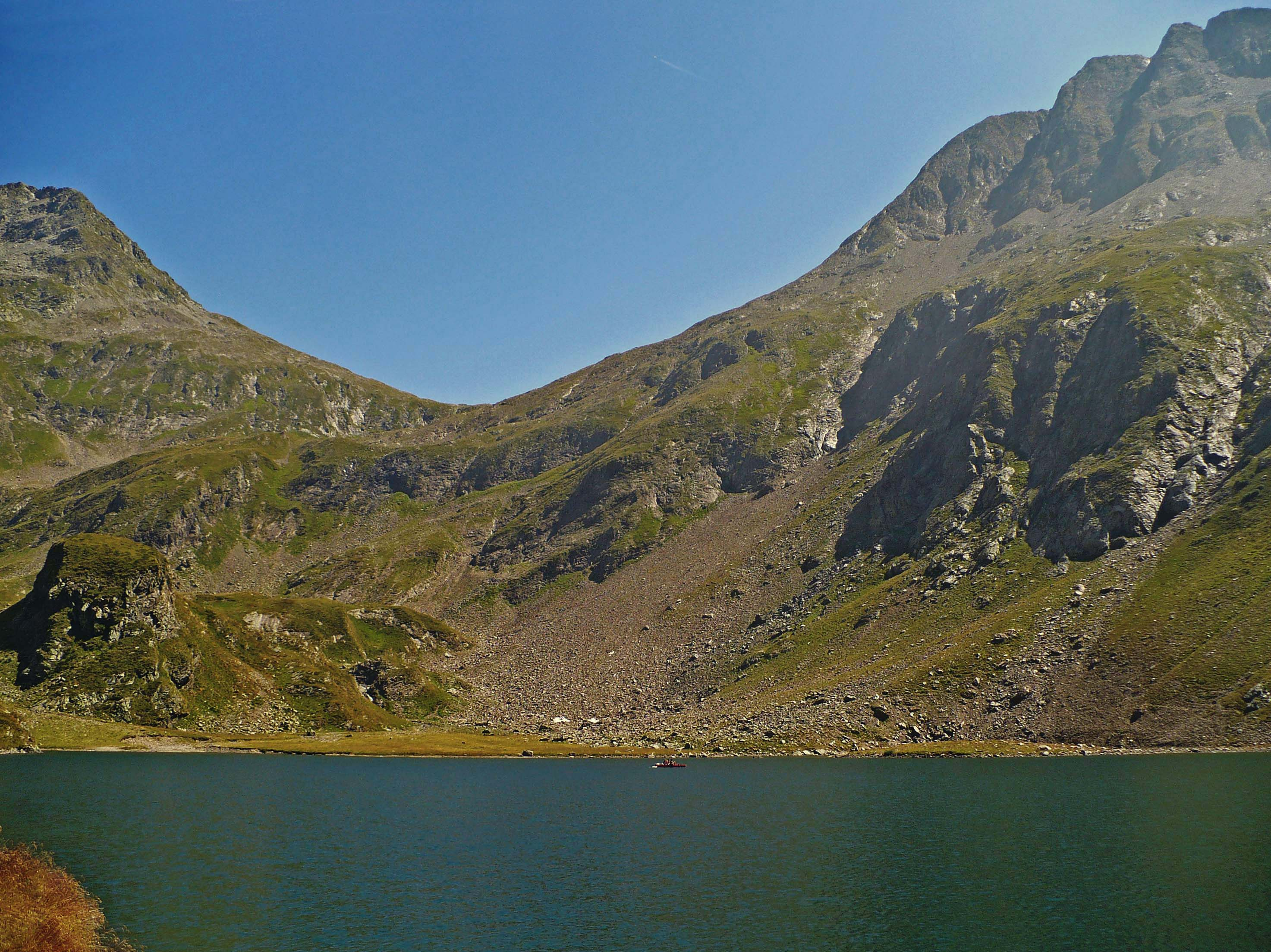
Il Passo Pila visto dal lago
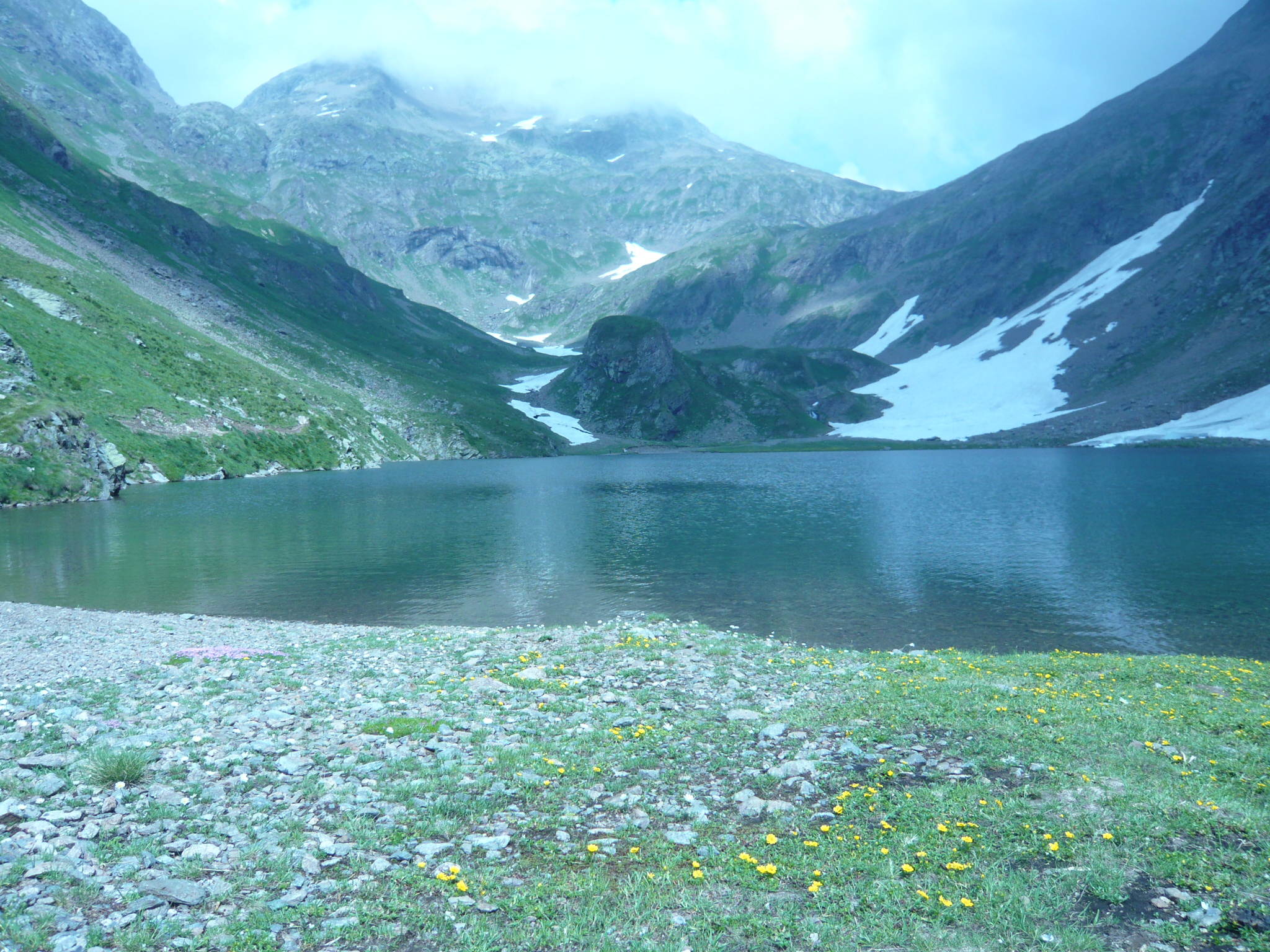
Lago Barbellino Naturale. Sullo sfondo il monte Torena
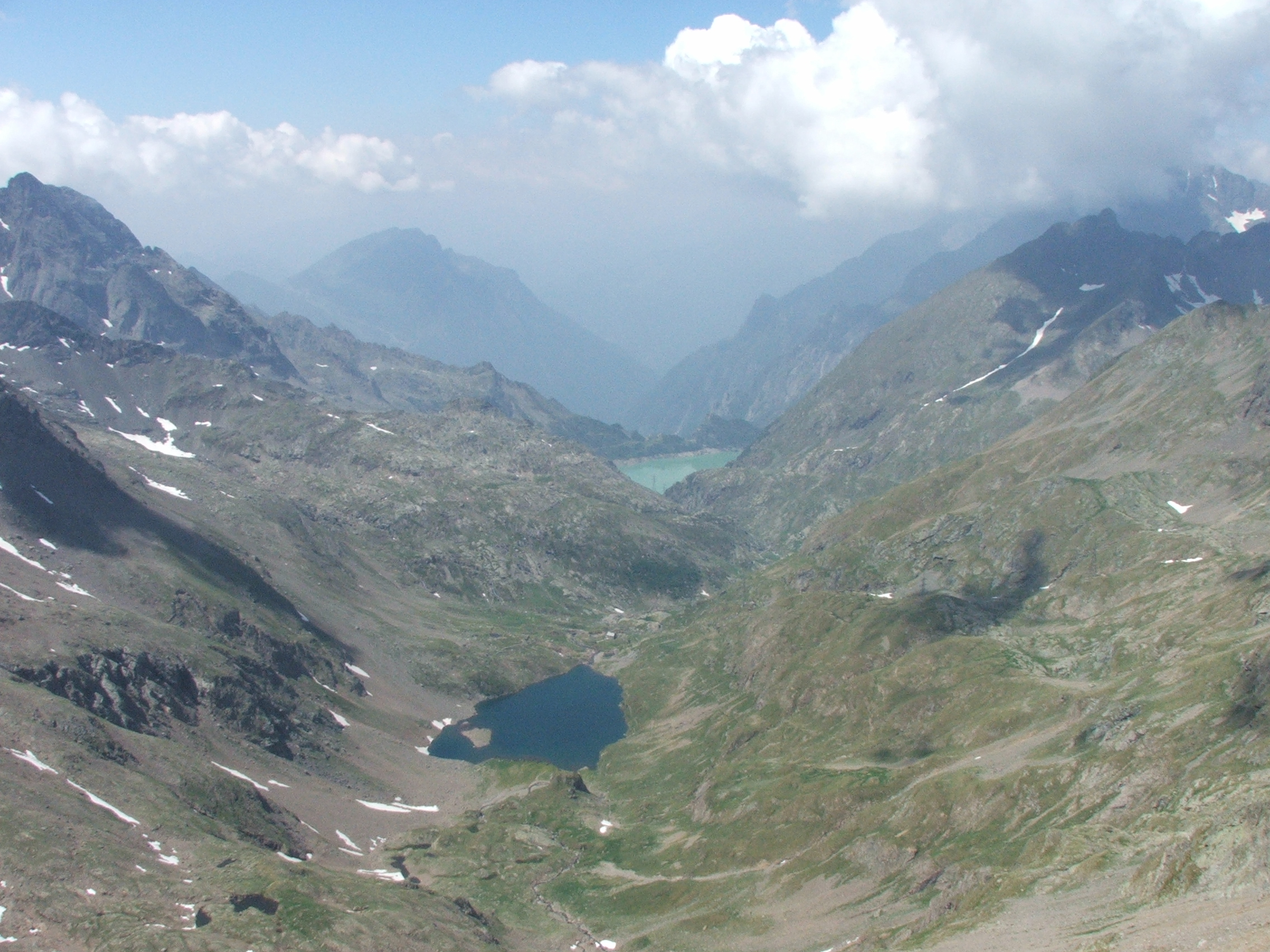
Lago Barbellino Naturale visto dal monte Torena